# 汕头戏曲学校
汕头戏曲学校，又名汕头文化艺术学校，是一所位于汕头市金平区的全日制国家普通中专学校，主要培养潮剧人才。它于1959年成立，1991年1月改名为广东省汕头文化艺术学校，后又在1993年11月恢复汕头戏曲学校原名，对外同时使用两个校名。
目前开设有潮剧表演、潮州音乐、群众文艺、舞蹈表演等专业。 